# دانشگاه تولسا
دانشگاه تولسا (انگلیسی: University of Tulsa) دانشگاه خصوصی در شهر تالسا، اکلاهما است.